# Juan Armet
Juan Armet (Tarrasa, Barcelona, 30 de junio de 1895-Madrid, 5 de octubre de 1956) fue un entrenador y futbolista que jugaba en la demarcación de delantero.

## Biografía
Juan Armet debutó como futbolista profesional en 1911 con el Universitary SC. Tras cinco temporadas en el club fichó por el R. C. D. Español, con el que jugó un año. Al finalizar la temporada fue traspasado al Sevilla F. C., con el que jugó las siguientes diez temporadas, retirándose como futbolista en 1927 a los treinta y dos años de edad.
Juan Armet compaginó su carrera de futbolista con la de entrenador, puesto que mientras jugaba en el equipo sevillano, entrenaba al Valencia C. F., en 1921 y durante una temporada. Ya en 1927 el Real Betis Balompié se hizo con los servicios del entrenador por tres temporadas. Posteriormente en 1934, y durante una temporada se encargó de dirigir al Cádiz C. F. En 1940 fichó por el Real Murcia C. F. durante una temporada, antes de ser entrenador del Real Madrid C. F. hasta 1943. Posteriormente entrenó al Real Jaén C. F. y finalmente al C. E. Sabadell F. C., club en el que finalizó su etapa de entrenador en 1943 a los cuarenta y ocho años de edad.
Trece años más tarde, el 5 de octubre de 1956, Juan Armet falleció en Madrid a los sesenta y un años de edad.

## Clubes

### Como jugador
| Club             | País   | Año       |
| ---------------- | ------ | --------- |
| Universitary SC  | España | 1911-1916 |
| R. C. D. Español | España | 1916-1917 |
| Sevilla F. C.    | España | 1917-1927 |

### Como entrenador
| Club                 | País   | Año       |
| -------------------- | ------ | --------- |
| Valencia C. F.       | España | 1921-1922 |
| Real Betis Balompié  | España | 1927-1930 |
| Cádiz C. F.          | España | 1934-1935 |
| Real Murcia C. F.    | España | 1940-1941 |
| Real Madrid C. F.    | España | 1941-1943 |
| Real Jaén C. F.      | España | 1942-1943 |
| C. E. Sabadell F. C. | España | 1943      |

## Palmarés
Real Murcia C. F.
- Segunda División de España: 1940

C. E. Sabadell F. C.
- Segunda División de España: 1943